# Mistrovství světa v ledním hokeji do 18 let 2006
Mistrovství světa v ledním hokeji do 18 let 2006 se konalo od 12. do 22. dubna 2006 ve švedských městech Ängelholm a Halmstad.

## Základní skupiny

### Skupina A
| Poř. | Tým       | Z | V | R | P | VG | OG | B |
| ---- | --------- | - | - | - | - | -- | -- | - |
| 1.   | USA       | 4 | 4 | 0 | 0 | 30 | 3  | 8 |
| 2.   | Rusko     | 4 | 3 | 0 | 1 | 21 | 9  | 6 |
| 3.   | Česko     | 4 | 2 | 0 | 2 | 9  | 11 | 4 |
| 4.   | Německo   | 4 | 1 | 0 | 3 | 12 | 23 | 2 |
| 5.   | Bělorusko | 4 | 0 | 0 | 4 | 4  | 30 | 0 |

#### Zápasy
| 12. dubna 2006 | Česko | 4 : 2                     | Německo | Ängelholms Ishall |
| 16:00 SEČ      | Česko | ( 2 : 0 , 0 : 1 , 2 : 1 ) | Německo |                   |

| Souhrn zápasu | Souhrn zápasu                                                                     | Souhrn zápasu | Souhrn zápasu                                | Souhrn zápasu |
| ------------- | --------------------------------------------------------------------------------- | ------------- | -------------------------------------------- | ------------- |
|               | 10:07' Jakub Voráček 22:25' Martin Bartoš 45:38' Jiří Tlustý 52:01' Jakub Voráček |               | 37:54' Elia Ostwald 56:05' Maximilian Brandl |               |

| 12. dubna 2006 | Rusko | 2 : 4             | USA | Ängelholms Ishall |
| 19:30 SEČ      | Rusko | ( 2 : 1 , 0 : 3 ) | USA |                   |

| Souhrn zápasu | Souhrn zápasu                              | Souhrn zápasu | Souhrn zápasu                                                              | Souhrn zápasu |
| ------------- | ------------------------------------------ | ------------- | -------------------------------------------------------------------------- | ------------- |
|               | 1:16' Jevgenij Bodrov 6:25' Artěm Anisimov |               | 4:01' Jamie McBain 43:21' Bill Sweatt 54:30' Bill Sweatt 59:59' Ryan Flynn |               |

| 13. dubna 2006 | Rusko | 8 : 0                     | Bělorusko | Ängelholms Ishall |
| 16:00 SEČ      | Rusko | ( 4 : 0 , 3 : 0 , 1 : 0 ) | Bělorusko |                   |

| Souhrn zápasu | Souhrn zápasu | Souhrn zápasu | Souhrn zápasu | Souhrn zápasu |
| ------------- | --- | ------------- | ------------- | ------------- |
|               | 3:35' Anton Glovatský 9:15' Andrej Popov 11:34' Sergej Zachupejko 18:32' Jurij Alexandrov 21:45' Alexandr Vasjunov 24:30' Alexandr Vasjunov 35:05' Michail Gluchov 43:39' Ruslan Baškirov |               |               |               |

| 13. dubna 2006 | Německo | 0 : 9                     | USA | Ängelholms Ishall |
| 19:30 SEČ      | Německo | ( 0 : 3 , 0 : 4 , 0 : 2 ) | USA |                   |

| Souhrn zápasu | Souhrn zápasu | Souhrn zápasu | Souhrn zápasu | Souhrn zápasu |
| ------------- | ------------- | ------------- | --- | ------------- |
|               |               |               | 4:27' Patrick Kane 7:56' Patrick Kane 8:59' Luke Popko 21:46' Jim O'Brien 23:30' Mike Carman 27:52' Patrick Kane 38:42' Luke Popko 46:42' Bill Sweatt 58:44' Blake Geoffrion |               |

| 14. dubna 2006 | Bělorusko | 2 : 5                     | Česko | Ängelholms Ishall |
| 16:00 SEČ      | Bělorusko | ( 0 : 1 , 2 : 3 , 1 : 1 ) | Česko |                   |

| Souhrn zápasu | Souhrn zápasu                                  | Souhrn zápasu | Souhrn zápasu                                                                                            | Souhrn zápasu |
| ------------- | ---------------------------------------------- | ------------- | --- | ------------- |
|               | 30:55' Aliaksandr Syrei 41:56' Dmitrij Korobov |               | 10:16' David Růžička 24:34' Michael Frolík 24:48' David Květoň 36:01' Martin Latal 55:27' Michael Frolík |               |

| 15. dubna 2006 | Německo | 5 : 9                     | Rusko | Ängelholms Ishall |
| 16:00 SEČ      | Německo | ( 1 : 3 , 1 : 3 , 3 : 3 ) | Rusko |                   |

| Souhrn zápasu | Souhrn zápasu | Souhrn zápasu | Souhrn zápasu | Souhrn zápasu |
| ------------- | --- | ------------- | --- | ------------- |
|               | 3:19' Michael Endrass 27:48' Thomas Weiszdorn 49:34' Marius Garten 56:19' Constantin Braun 59:59' Michael Endrass |               | 2:09' Sergej Zachupejko 5:05' Ruslan Baškirov 17:07' Ruslan Baškirov 21:53' Ruslan Baškirov 31:14' Alexandr Rjabev 31:38' Ruslan Baškirov 34:18' Anton Glovatský 40:26' Jevgenij Bodrov 41:27' Anton Glovatský |               |

| 15. dubna 2006 | USA | 5 : 0             | Česko | Ängelholms Ishall |
| 19:30 SEČ      | USA | ( 1 : 0 , 2 : 0 ) | Česko |                   |

| Souhrn zápasu | Souhrn zápasu                                                                                           | Souhrn zápasu | Souhrn zápasu | Souhrn zápasu |
| ------------- | --- | ------------- | ------------- | ------------- |
|               | 18:27' Rhett Rakhshani 31:35' Rhett Rakhshani 37:01' Patrick Kane 43:06' Mike Carman 48:43' Bill Sweatt |               |               |               |

| 16. dubna 2006 | Bělorusko | 1 : 5                     | Německo | Ängelholms Ishall |
| 16:00 SEČ      | Bělorusko | ( 0 : 2 , 2 : 0 , 0 : 1 ) | Německo |                   |

| Souhrn zápasu | Souhrn zápasu                | Souhrn zápasu | Souhrn zápasu                                                                                                   | Souhrn zápasu |
| ------------- | ---------------------------- | ------------- | --- | ------------- |
|               | 29:21' Aliaksandr Karatkevič |               | 1:01' Elia Ostwald 14:01' Thomas Weiszdorn 22:33' Patrick Hager 23:02' Korbinian Holzer 53:43' Constantin Braun |               |

| 17. dubna 2006 | Rusko | 2 : 0             | Česko | Ängelholms Ishall |
| 16:00 SEČ      | Rusko | ( 0 : 0 , 1 : 0 ) | Česko |                   |

| Souhrn zápasu | Souhrn zápasu                                | Souhrn zápasu | Souhrn zápasu | Souhrn zápasu |
| ------------- | -------------------------------------------- | ------------- | ------------- | ------------- |
|               | 24:58' Artem Anisimov 59:42' Anton Glovatský |               |               |               |

| 17. dubna 2006 | USA | 12 : 1                    | Bělorusko | Ängelholms Ishall |
| 19:30 SEČ      | USA | ( 3 : 0 , 8 : 1 , 1 : 0 ) | Bělorusko |                   |

| Souhrn zápasu | Souhrn zápasu | Souhrn zápasu | Souhrn zápasu         | Souhrn zápasu |
| ------------- | --- | ------------- | --------------------- | ------------- |
|               | 4:30' Erik Johnson 8:38' Erik Johnson 9:34' Rhett Rakhshani 21:02' Patrick Kane 23:15' Patrick Kane 23:32' Jim O'Brien 27:06' Erik Johnson 28:56' Mike Carman 31:11' Jim O'Brien 31:33' Bill Sweatt 35:33' Erik Johnson 57:01' Ryan Hayes |               | 33:44' Dmitrij Šumski |               |

### Skupina B
| Poř. | Tým       | Z | V | R | P | VG | OG | B |
| ---- | --------- | - | - | - | - | -- | -- | - |
| 1.   | Finsko    | 4 | 3 | 1 | 0 | 12 | 7  | 7 |
| 2.   | Švédsko   | 4 | 3 | 0 | 1 | 15 | 8  | 6 |
| 3.   | Kanada    | 4 | 2 | 1 | 1 | 12 | 5  | 5 |
| 4.   | Slovensko | 4 | 1 | 0 | 3 | 11 | 16 | 2 |
| 5.   | Norsko    | 4 | 0 | 0 | 4 | 7  | 21 | 0 |

#### Zápasy
| 11. dubna 2006 | Slovensko | 1 : 3                     | Kanada | Sannarps Isstadion |
| 16:00 SEČ      | Slovensko | ( 0 : 0 , 1 : 2 , 0 : 1 ) | Kanada |                    |

| Souhrn zápasu | Souhrn zápasu            | Souhrn zápasu | Souhrn zápasu                                                        | Souhrn zápasu |
| ------------- | ------------------------ | ------------- | -------------------------------------------------------------------- | ------------- |
|               | 26:53' Rastislav Konečný |               | 21:23' Justin Azevedo 30:01' François Bouchard 59:28' Brandon Sutter |               |

| 12. dubna 2006 | Švédsko | 5 : 2                     | Norsko | Sannarps Isstadion |
| 19:45 SEČ      | Švédsko | ( 2 : 1 , 1 : 1 , 2 : 0 ) | Norsko |                    |

| Souhrn zápasu | Souhrn zápasu                                                                                                  | Souhrn zápasu | Souhrn zápasu                                         | Souhrn zápasu |
| ------------- | --- | ------------- | ----------------------------------------------------- | ------------- |
|               | 5:24' Niclas Andersen 7:21' Patrik Berglund 27:23' Tomas Larsson 44:47' Patrik Berglund 45:11' Tony Lagerstrom |               | 6:06' JustPatrik Molberg 30:28' Lars Petter Mengshoel |               |

| 13. dubna 2006 | Norsko | 2 : 9                     | Kanada | Sannarps Isstadion, Halmstad |
| 16:00 SEČ      | Norsko | ( 1 : 2 , 1 : 5 , 0 : 2 ) | Kanada |                              |

| Souhrn zápasu | Souhrn zápasu                           | Souhrn zápasu | Souhrn zápasu | Souhrn zápasu |
| ------------- | --------------------------------------- | ------------- | --- | ------------- |
|               | 5:10' Peter Rohn 26:28' Robin Dahlstrom |               | 12:03' Justin Azevedo 15:35' François Bouchard 24:10' John Tavares 29:09' Justin Azevedo 32:28' Justin Azevedo 37:22' Logan Pyett 38:45' Ben Maxwell 42:04' Victor Bartley 51:45' Cory Emmerton |               |

| 12. dubna 2006 | Slovensko | 3 : 6                     | Finsko | Sannarps Isstadion |
| 19:45 SEČ      | Slovensko | ( 0 : 3 , 1 : 2 , 2 : 1 ) | Finsko |                    |

| Souhrn zápasu | Souhrn zápasu                                                        | Souhrn zápasu | Souhrn zápasu | Souhrn zápasu |
| ------------- | -------------------------------------------------------------------- | ------------- | --- | ------------- |
|               | 37:01' Rastislav Konečný 41:42' Milan Jurik 47:51' Rastislav Konečný |               | 6:01' Jan-Mikael Juutilainen 9:52' Juuso Puustinen 18:42' Jan-Mikael Juutilainen 21:58' Jan-Mikael Juutilainen 22:10' Joonas Lehtivuori 52:40' Jani Savolainen |               |

| 14. dubna 2006 | Finsko | 4 : 3                     | Švédsko | Sannarps Isstadion |
| 16:00 SEČ      | Finsko | ( 3 : 0 , 0 : 1 , 1 : 2 ) | Švédsko |                    |

| Souhrn zápasu | Souhrn zápasu                                                              | Souhrn zápasu | Souhrn zápasu                                                 | Souhrn zápasu |
| ------------- | -------------------------------------------------------------------------- | ------------- | ------------------------------------------------------------- | ------------- |
|               | 1:19' Max Warn 14:16' Robert Nyholm 17:56' Joonas Jalvanti 59:14' Max Warn |               | 38:10' Mikael Backlund 54:07' Patrik Berglund 59:40' Eric Moe |               |

| 15. dubna 2006 | Norsko | 2 : 5                     | Slovensko | Sannarps Isstadion |
| 16:00 SEČ      | Norsko | ( 0 : 2 , 2 : 3 , 0 : 0 ) | Slovensko |                    |

| Souhrn zápasu | Souhrn zápasu                                  | Souhrn zápasu | Souhrn zápasu                                                                                   | Souhrn zápasu |
| ------------- | ---------------------------------------------- | ------------- | ----------------------------------------------------------------------------------------------- | ------------- |
|               | 21:07' Martin Ylven 36:41' Patrick Andre Bovim |               | 8:07' Ivan Roháč 9:06' Julius Šinkovič 23:29' Lukáš Zeliska 33:18' Ivan Roháč 39:22' Ivan Roháč |               |

| 15. dubna 2006 | Kanada | 0 : 2             | Švédsko | Sannarps Isstadion |
| 19:45 SEČ      | Kanada | ( 0 : 0 , 0 : 2 ) | Švédsko |                    |

| Souhrn zápasu | Souhrn zápasu | Souhrn zápasu | Souhrn zápasu                                 | Souhrn zápasu |
| ------------- | ------------- | ------------- | --------------------------------------------- | ------------- |
|               |               |               | 52:05' Tony Lagerstrom 59:50' Tony Lagerstrom |               |

| 16. dubna 2006 | Finsko | 2 : 1                     | Norsko | Sannarps Isstadion |
| 15:00 SEČ      | Finsko | ( 1 : 0 , 0 : 0 , 1 : 1 ) | Norsko |                    |

| Souhrn zápasu | Souhrn zápasu                               | Souhrn zápasu | Souhrn zápasu      | Souhrn zápasu |
| ------------- | ------------------------------------------- | ------------- | ------------------ | ------------- |
|               | 9:04' Jani Savolainen 58:24' Ilkka Heikkila |               | 56:53' Mats Weberg |               |

| 17. dubna 2006 | Kanada | 0 : 0             | Finsko | Sannarps Isstadion |
| 16:00 SEČ      | Kanada | ( 0 : 0 , 0 : 0 ) | Finsko |                    |

| Souhrn zápasu | Souhrn zápasu | Souhrn zápasu | Souhrn zápasu | Souhrn zápasu |
| ------------- | ------------- | ------------- | ------------- | ------------- |
|               |               |               |               |               |

| 17. dubna 2006 | Švédsko | 5 : 2                     | Slovensko | Sannarps Isstadion |
| 19:45 SEČ      | Švédsko | ( 3 : 0 , 2 : 1 , 0 : 1 ) | Slovensko |                    |

| Souhrn zápasu | Souhrn zápasu                                                                                            | Souhrn zápasu | Souhrn zápasu                         | Souhrn zápasu |
| ------------- | --- | ------------- | ------------------------------------- | ------------- |
|               | 11:07' Viktor Sjodin 12:52' Robin Figren 14:11' Tomas Larsson 24:16' Patrik Berglund 58:24' Robin Figren |               | 39:14' Milan Bališ 42:07' Milan Jurik |               |

## Skupina o udržení
Poznámka: Výsledky  Norsko 2 : 5  Slovensko a  Bělorusko 1 : 5  Německo se započítávaly ze zápasů základních skupin.
| Poř. | Tým       | Z | V | R | P | VG | OG | B |
| ---- | --------- | - | - | - | - | -- | -- | - |
| 7.   | Slovensko | 3 | 2 | 0 | 1 | 7  | 5  | 4 |
| 8.   | Německo   | 3 | 1 | 1 | 1 | 8  | 5  | 3 |
| 9.   | Bělorusko | 3 | 1 | 1 | 1 | 9  | 11 | 3 |
| 10.  | Norsko    | 3 | 0 | 1 | 2 | 10 | 13 | 2 |

| 19. dubna 2006 | Německo | 2 : 2                     | Norsko | Sannarps Isstadion |
| 16:00 SEČ      | Německo | ( 0 : 2 , 2 : 0 , 0 : 0 ) | Norsko |                    |

| Souhrn zápasu | Souhrn zápasu                                   | Souhrn zápasu | Souhrn zápasu                                     | Souhrn zápasu |
| ------------- | ----------------------------------------------- | ------------- | ------------------------------------------------- | ------------- |
|               | 32:13' Thomas Weiszdorn 37:46' Constantin Braun |               | 11:12' Patrick Andre Bovim 11:40' Ken Andre Olimb |               |

| 19. dubna 2006 | Slovensko | 0 : 2                     | Bělorusko | Sannarps Isstadion |
| 19:45 SEČ      | Slovensko | ( 0 : 0 , 0 : 1 , 0 : 1 ) | Bělorusko |                    |

| Souhrn zápasu | Souhrn zápasu | Souhrn zápasu | Souhrn zápasu                                           | Souhrn zápasu |
| ------------- | ------------- | ------------- | ------------------------------------------------------- | ------------- |
|               |               |               | 35:46' Mikhail Stsefanovich 44:48' Mikhail Stsefanovich |               |

| 20. dubna 2006 | Bělorusko | 6 : 6                     | Norsko | Sannarps Isstadion, Halmstad |
| 16:00 SEČ      | Bělorusko | ( 3 : 0 , 2 : 2 , 1 : 4 ) | Norsko |                              |

| Souhrn zápasu | Souhrn zápasu | Souhrn zápasu | Souhrn zápasu | Souhrn zápasu |
| ------------- | --- | ------------- | --- | ------------- |
|               | 00:53' Aliaksandr Karatkevich 3:57' Artem Demkov 5:47' Vladimir Sachko 34:28' Vladimir Mikhailov 39:52' Dimitry Korobov 45:37' Igor Voroshilov |               | 24:17' Martin Ylven 33:50' Patrick Andre Bovim 43:31' Tommy Kristiansen 55:19' Robin Dahlstrom 56:18' Peter Rohn 56:43' Peter Rohn |               |

| 20. dubna 2006 | Německo | 1 : 2                     | Slovensko | Sannarps Isstadion |
| 19:45 SEČ      | Německo | ( 0 : 0 , 1 : 0 , 0 : 2 ) | Slovensko |                    |

| Souhrn zápasu | Souhrn zápasu          | Souhrn zápasu | Souhrn zápasu                            | Souhrn zápasu |
| ------------- | ---------------------- | ------------- | ---------------------------------------- | ------------- |
|               | 22:03' Michael Endrass |               | 40:15' Tomas Marcinko 43:53' Erik Caladi |               |

## Play-off

### Čtvrtfinále
| 19. dubna 2006 | Rusko | 1 : 4                     | Kanada | Ängelholms Ishall |
| 16:00 SEČ      | Rusko | ( 1 : 0 , 0 : 1 , 0 : 3 ) | Kanada |                   |

| Souhrn zápasu | Souhrn zápasu           | Souhrn zápasu | Souhrn zápasu                                                                     | Souhrn zápasu |
| ------------- | ----------------------- | ------------- | --------------------------------------------------------------------------------- | ------------- |
|               | 9:29' Sergej Zachupejko |               | 38:24' John Tavares 45:02' James McGinn 57:31' James McGinn 58:03' Shawn Matthias |               |

| 19. dubna 2006 | Švédsko | 0 : 3                     | Česko | Ängelholms Ishall |
| 19:45 SEČ      | Švédsko | ( 0 : 0 , 0 : 1 , 0 : 2 ) | Česko |                   |

| Souhrn zápasu | Souhrn zápasu | Souhrn zápasu | Souhrn zápasu                                               | Souhrn zápasu |
| ------------- | ------------- | ------------- | ----------------------------------------------------------- | ------------- |
|               |               |               | 38:05' Jiří Tlustý 58:16' Martin Bartoš 59:04' David Květoň |               |

### Semifinále
| 20. dubna 2006 | Finsko | 3 : 2 PP                  | Kanada | Ängelholms Ishall |
| 16:00 SEČ      | Finsko | ( 0 : 1 , 1 : 0 , 1 : 0 ) | Kanada |                   |

| Souhrn zápasu | Souhrn zápasu                                                          | Souhrn zápasu | Souhrn zápasu                               | Souhrn zápasu |
| ------------- | ---------------------------------------------------------------------- | ------------- | ------------------------------------------- | ------------- |
|               | 24:45' Robert Nyholm 42:06' Joonas Jalvanti 61:22' Jan-Mikael Jarvinen |               | 13:32' François Bouchard 28:33' Ben Maxwell |               |

| 20. dubna 2006 | Česko | 3 : 4 PP                                   | USA | Ängelholms Ishall |
| 19:45 SEČ      | Česko | ( 0 : 1 , 3 : 1 , 0 : 1 ) ( 0 : 0, 0 : 1 ) | USA |                   |

| Souhrn zápasu | Souhrn zápasu                                                | Souhrn zápasu | Souhrn zápasu                                                                   | Souhrn zápasu |
| ------------- | ------------------------------------------------------------ | ------------- | ------------------------------------------------------------------------------- | ------------- |
|               | 25:00' Bohdan Višňák 43:38' Martin Bartoš 52:47' Jiří Tlustý |               | 4:22' Ryan Flynn 17:04' Jamie McBain 18:47' Rhett Rakhshani 66:50' Patrick Kane |               |

### O 5. místo
| 21. dubna 2006 | Rusko | 5 : 2             | Švédsko | Ängelholms Ishall |
| 19:00 SEČ      | Rusko | ( 1 : 1 , 2 : 0 ) | Švédsko |                   |

| Souhrn zápasu | Souhrn zápasu                                                                                               | Souhrn zápasu | Souhrn zápasu                            | Souhrn zápasu |
| ------------- | --- | ------------- | ---------------------------------------- | ------------- |
|               | 14:27' Ruslan Baškirov 29:45' Artěm Anisimov 33:23' Andrej Popov 59:01' Vladimír Žarkov 59:52' Andrej Popov |               | 3:30' Dennis Persson 34:46' Robin Figren |               |

### O 3. místo
| 22. dubna 2006 | Kanada | 1 : 4                     | Česko | Ängelholms Ishall |
| 14:00 SEČ      | Kanada | ( 0 : 0 , 0 : 3 , 1 : 1 ) | Česko |                   |

| Souhrn zápasu | Souhrn zápasu         | Souhrn zápasu | Souhrn zápasu                                                                   | Souhrn zápasu |
| ------------- | --------------------- | ------------- | ------------------------------------------------------------------------------- | ------------- |
|               | 43:44' Brandon Sutter |               | 27:07' Jakub Voráček 30:21' Jiří Tlustý 36:44' Michal Kazatel 53:52' Lukáš Lang |               |

### Finále
| 22. dubna 2006 | USA | 3 : 1                     | Finsko | Ängelholms Ishall |
| 18:00 SEČ      | USA | ( 0 : 1 , 2 : 0 , 1 : 0 ) | Finsko |                   |

| Souhrn zápasu | Souhrn zápasu                                                  | Souhrn zápasu | Souhrn zápasu            | Souhrn zápasu |
| ------------- | -------------------------------------------------------------- | ------------- | ------------------------ | ------------- |
|               | 25:24' Rhett Rakhshani 39:59' Chris Summers 59:58' Mike Carman |               | 15:27' Joonas Kemppainen |               |

## Konečné umístění
| Pořadí           | Tým       |
| ---------------- | --------- |
| Zlatá medaile    | USA       |
| Stříbrná medaile | Finsko    |
| Bronzová medaile | Česko     |
| 4                | Kanada    |
| 5                | Rusko     |
| 6                | Švédsko   |
| 7                | Slovensko |
| 8                | Německo   |
| 9                | Bělorusko |
| 10               | Norsko    |

Týmy  Bělorusko a  Norsko sestoupily do 1. divize, nahradily je týmy  Švýcarsko a  Lotyšsko.

## Soupisky
| USA - Brett Bennett, Mike Carman, Cade Fairchild, Ryan Flynn, Blake Geoffrion, Ryan Hayes, Erik Johnson, Patrick Kane, Jamie McBain, Kevin Montgomery, Jim O'Brien, Trent Palm, Joe Palmer, Luke Popko, Rhett Rakhshani, Mike Ratschuk, James van Riemsdyk, Brian Strait, Chris Summers, Bill Sweatt, Nigel Williams, Colin Wilson · Trenér: John Hynes |

| Finsko - Nico Aaltonen, Juuso Antonen, Atte Engren, Riku Helenius, Joonas Jalvanti, Jan-Mikael Järvinen, Juhani Jasu, Kaarlo Jormakka, Jan-Mikael Juutilainen, Ilkka Heikkilä, Eetu Heikkinen, Markus Himanka, Joonas Kemppainen, Mikko Kukkonen, Joonas Lehtivuori, Niclas Lucenius, Miko Malkamäki, Jarkko Näppilä, Robert Nyholm, Juuso Puustinen, Jani Savolainen, Max Wärn · Trenér: Rauli Urama |

| Česko - Martin Bartoš, Antonín Drbohlav, Michael Frolík, Jiří Jebavý, Michal Kazatel, Jakub Kovář, Pavel Kuběna, Martin Kupec, David Květoň, Lukáš Lang, Martin Látal, Michal Neuvirth, Patrik Prokop, Ondřej Roman, David Růžička, Vladimír Růžička, Jan Semorád, Jakub Sklenář, David Štich, Jiří Tlustý, Bohdan Višňák, Jakub Voráček · Trenér: Martin Pešout |

## Statistiky a hodnocení hráčů

### Nejlepší hráči podle direktoriátu IIHF
| Pozice  | Hráč          |
| ------- | ------------- |
| Brankář | Riku Helenius |
| Obránce | Jamie McBain  |
| Útočník | Bill Sweatt   |

### All Stars
| Pozice          | Hráč             |
| --------------- | ---------------- |
| Brankář         | Jonathan Bernier |
| Levý obránce    | Jamie McBain     |
| Pravý obránce   | Erik Johnson     |
| Levé křídlo     | Justin Azevedo   |
| Střední útočník | Patrick Kane     |
| Pravé křídlo    | Jiří Tlustý      |

### Pořadí podle bodů
Toto je pořadí hráčů podle dosažených bodů, za jeden vstřelený gól nebo přihrávku na gól hráč získává jeden bod.
| Poř. | Hráč              | Tým    | Z | G | A | B  | TM | +/- |
| ---- | ----------------- | ------ | - | - | - | -- | -- | --- |
| 1.   | Patrick Kane      | USA    | 6 | 7 | 5 | 12 | 2  | 5   |
| 2.   | Jamie McBain      | USA    | 6 | 2 | 9 | 11 | 0  | 6   |
| 3.   | Erik Johnson      | USA    | 6 | 4 | 6 | 10 | 27 | 6   |
| 4.   | Ruslan Baškirov   | Rusko  | 6 | 6 | 2 | 8  | 4  | 8   |
| 5.   | Mike Carman       | USA    | 6 | 4 | 4 | 8  | 10 | 7   |
| 6.   | Justin Azevedo    | Kanada | 7 | 4 | 4 | 8  | 20 | -1  |
| 7.   | François Bouchard | Kanada | 7 | 3 | 5 | 8  | 6  | -2  |
| 8.   | Bill Sweatt       | USA    | 6 | 5 | 2 | 7  | 4  | 7   |
| 9.   | Jiří Tlustý       | Česko  | 7 | 4 | 3 | 7  | 8  | 2   |
| 10.  | Martin Ylven      | Norsko | 6 | 2 | 5 | 7  | 4  | 0   |

### Hodnocení brankářů
Pořadí nejlepších pěti brankářů na mistrovství podle úspěšnosti zásahů v procentech, brankář musí mít odehráno minimálně 40% hrací doby za svůj tým.
| Poř. | Hráč              | Tým    | MIN    | OG | POG  | Úsp% | ČK |
| ---- | ----------------- | ------ | ------ | -- | ---- | ---- | -- |
| 1.   | Stanislav Galimov | Rusko  | 60:00  | 0  | 0.00 | 100  | 1  |
| 2.   | Brett Bennett     | USA    | 120:00 | 1  | 0.50 | 96.9 | 1  |
| 3.   | Jakub Kovář       | Česko  | 105:08 | 2  | 1.14 | 96.4 | 0  |
| 4.   | Joe Palmer        | USA    | 246:50 | 6  | 1.46 | 94.9 | 1  |
| 5.   | Jonathan Bernier  | Kanada | 420:32 | 12 | 1.71 | 94.3 | 1  |

## Divize I.
MS-18 Divize I. se hrálo ve dnech 3. dubna - 9. dubna 2006 v Miskolci v Maďarsku (skupina A) a v Rize v Lotyšsku (skupina B).

### Skupina A

#### Tabulka
| Poř. | Tým        | Z | V | R | P | VG | OG | B |
| ---- | ---------- | - | - | - | - | -- | -- | - |
| 1.   | Švýcarsko  | 5 | 4 | 0 | 1 | 18 | 10 | 9 |
| 2.   | Slovinsko  | 5 | 4 | 1 | 0 | 19 | 12 | 8 |
| 3.   | Kazachstán | 5 | 2 | 2 | 1 | 25 | 20 | 5 |
| 4.   | Francie    | 5 | 1 | 2 | 2 | 20 | 26 | 4 |
| 5.   | Rakousko   | 5 | 1 | 3 | 1 | 22 | 26 | 3 |
| 6.   | Maďarsko   | 5 | 0 | 4 | 1 | 14 | 24 | 1 |

 Švýcarsko postoupilo mezi elitu, zatímco  Maďarsko sestoupilo do 2. divize na Mistrovství světa v ledním hokeji do 18 let 2007

#### Výsledky
| Tým        | Rakousko | Francie | Maďarsko | Kazachstán | Slovinsko | Švýcarsko |
| ---------- | -------- | ------- | -------- | ---------- | --------- | --------- |
| Rakousko   |          | 4 - 4   | 7 - 3    | 4 - 10     | 4 - 5     | 3 - 4     |
| Francie    | 4 - 4    |         | 4 - 4    | 7 - 5      | 2 - 7     | 3 - 6     |
| Maďarsko   | 3 - 7    | 4 - 4   |          | 3 - 5      | 2 - 3     | 2 - 5     |
| Kazachstán | 10 - 4   | 5 - 7   | 5 - 3    |            | 3 - 4     | 2 - 2     |
| Slovinsko  | 5 - 4    | 7 - 2   | 3 - 2    | 4 - 3      |           | 0 - 1     |
| Švýcarsko  | 4 - 3    | 6 - 3   | 5 - 2    | 2 - 2      | 1 - 0     |           |

### Skupina B

#### Tabulka
| Poř. | Tým         | Z | V | R | P | VG | OG | B  |
| ---- | ----------- | - | - | - | - | -- | -- | -- |
| 1.   | Lotyšsko    | 5 | 5 | 0 | 0 | 27 | 7  | 10 |
| 2.   | Dánsko      | 5 | 4 | 1 | 0 | 24 | 12 | 8  |
| 3.   | Japonsko    | 5 | 2 | 2 | 1 | 19 | 16 | 5  |
| 4.   | Polsko      | 5 | 2 | 3 | 0 | 16 | 15 | 4  |
| 5.   | Ukrajina    | 5 | 1 | 4 | 0 | 7  | 31 | 2  |
| 6.   | Jižní Korea | 5 | 0 | 4 | 1 | 11 | 23 | 1  |

 Lotyšsko postoupilo mezi elitu, zatímco  Jižní Korea sestoupilo do 2. divize na Mistrovství světa v ledním hokeji do 18 let 2007

#### Výsledky
| Tým         | Dánsko | Japonsko | Jižní Korea | Lotyšsko | Polsko | Ukrajina |
| ----------- | ------ | -------- | ----------- | -------- | ------ | -------- |
| Dánsko      |        | 5 - 2    | 3 - 1       | 4 - 7    | 5 - 2  | 7 - 0    |
| Japonsko    | 2 - 5  |          | 3 - 3       | 1 - 6    | 5 - 1  | 8 - 1    |
| Jižní Korea | 1 - 3  | 3 - 3    |             | 2 - 6    | 3 - 6  | 2 - 5    |
| Lotyšsko    | 7 - 4  | 6 - 1    | 6 - 2       |          | 1 - 0  | 7 - 0    |
| Polsko      | 2 - 5  | 1 - 5    | 6 - 3       | 0 - 1    |        | 7 - 1    |
| Ukrajina    | 0 - 7  | 1 - 8    | 5 - 2       | 0 - 7    | 1 - 7  |          |

## Divize II.
MS-18 Divize II. se hrálo ve dnech 2. dubna - 8. dubna 2006 v Meranu v Itálii (skupina A) a v Elektrėnaiu a Kaunasu v Litvě (skupina B).

### Skupina A

#### Tabulka
| Poř. | Tým        | Z | V | R | P | VG | OG | B  |
| ---- | ---------- | - | - | - | - | -- | -- | -- |
| 1.   | Itálie     | 5 | 5 | 0 | 0 | 35 | 2  | 10 |
| 2.   | Nizozemsko | 5 | 4 | 1 | 0 | 28 | 8  | 8  |
| 3.   | Estonsko   | 5 | 2 | 2 | 1 | 13 | 20 | 5  |
| 4.   | Belgie     | 5 | 1 | 3 | 1 | 12 | 23 | 3  |
| 5.   | Srbsko     | 5 | 1 | 4 | 0 | 15 | 26 | 2  |
| 6.   | Španělsko  | 5 | 1 | 4 | 0 | 8  | 32 | 2  |

 Itálie postoupilo do 1. divize, zatímco  Španělsko sestoupilo do 3. divize na Mistrovství světa v ledním hokeji do 18 let 2007

#### Výsledky
| Tým        | Belgie | Španělsko | Estonsko | Itálie | Nizozemsko | Srbsko |
| ---------- | ------ | --------- | -------- | ------ | ---------- | ------ |
| Belgie     |        | 3 - 5     | 2 - 2    | 1 - 10 | 0 - 5      | 6 - 1  |
| Španělsko  | 5 - 3  |           | 0 - 2    | 0 - 7  | 1 - 10     | 2 - 10 |
| Estonsko   | 2 - 2  | 2 - 0     |          | 1 - 9  | 2 - 8      | 6 - 1  |
| Itálie     | 10 - 1 | 7 - 0     | 9 - 1    |        | 2 - 0      | 7 - 0  |
| Nizozemsko | 5 - 0  | 10 - 1    | 8 - 2    | 0 - 2  |            | 5 - 3  |
| Srbsko     | 1 - 6  | 10 - 2    | 1 - 6    | 0 - 7  | 3 - 5      |        |

### Skupina B

#### Tabulka
| Poř. | Tým            | Z | V | R | P | VG | OG | B  |
| ---- | -------------- | - | - | - | - | -- | -- | -- |
| 1.   | Velká Británie | 5 | 5 | 0 | 0 | 40 | 5  | 10 |
| 2.   | Litva          | 5 | 4 | 1 | 0 | 39 | 12 | 8  |
| 3.   | Austrálie      | 5 | 2 | 3 | 0 | 13 | 30 | 4  |
| 4.   | Chorvatsko     | 5 | 2 | 3 | 0 | 22 | 23 | 4  |
| 5.   | Mexiko         | 5 | 2 | 3 | 0 | 10 | 21 | 4  |
| 6.   | Island         | 5 | 0 | 5 | 0 | 7  | 40 | 0  |

 Velká Británie postoupilo do 1. divize, zatímco  Island sestoupilo do 3. divize na Mistrovství světa v ledním hokeji do 18 let 2007

#### Výsledky
| Tým            | Austrálie | Chorvatsko | Velká Británie | Island | Litva  | Mexiko |
| -------------- | --------- | ---------- | -------------- | ------ | ------ | ------ |
| Austrálie      |           | 5 - 2      | 0 - 11         | 5 - 3  | 0 - 10 | 3 - 4  |
| Chorvatsko     | 2 - 5     |            | 0 - 6          | 11 - 1 | 5 - 11 | 4 - 0  |
| Velká Británie | 11 - 0    | 6 - 0      |                | 14 - 2 | 3 - 1  | 6 - 2  |
| Island         | 3 - 5     | 1 - 11     | 2 - 14         |        | 1 - 9  | 0 - 1  |
| Litva          | 10 - 0    | 11 - 5     | 1 - 3          | 9 - 1  |        | 8 - 3  |
| Mexiko         | 4 - 3     | 0 - 4      | 2 - 6          | 1 - 0  | 3 - 8  |        |

## Divize III.
MS-18 Divize III. se hrálo ve dnech 13. březen - 19. března 2006 v Miercureji Ciuci v Rumunsku.

### Tabulka
| Poř. | Tým         | Z | V | R | P | VG | OG | B  |
| ---- | ----------- | - | - | - | - | -- | -- | -- |
| 1.   | Rumunsko    | 5 | 5 | 0 | 0 | 68 | 3  | 10 |
| 2.   | Izrael      | 5 | 3 | 1 | 1 | 42 | 26 | 7  |
| 3.   | JAR         | 5 | 2 | 2 | 1 | 25 | 22 | 5  |
| 4.   | Nový Zéland | 5 | 1 | 1 | 3 | 28 | 26 | 5  |
| 5.   | Bulharsko   | 5 | 1 | 3 | 1 | 10 | 41 | 3  |
| 6.   | Turecko     | 5 | 0 | 5 | 0 | 8  | 63 | 0  |

 Rumunsko postoupilo do 2. divize na Mistrovství světa v ledním hokeji do 18 let 2007

### Výsledky
| Tým         | Bulharsko | Izrael | Nový Zéland | Rumunsko | JAR    | Turecko |
| ----------- | --------- | ------ | ----------- | -------- | ------ | ------- |
| Bulharsko   |           | 1 - 14 | 3 - 3       | 0 - 18   | 1 - 4  | 5 - 2   |
| Izrael      | 14 - 1    |        | 4 - 4       | 2 - 13   | 8 - 5  | 14 - 3  |
| Nový Zéland | 3 - 3     | 4 - 4  |             | 0 - 14   | 4 - 4  | 17 - 1  |
| Rumunsko    | 18 - 0    | 13 - 2 | 14 - 0      |          | 8 - 0  | 15 - 1  |
| JAR         | 4 - 1     | 5 - 8  | 4 - 4       | 0 - 8    |        | 12 - 1  |
| Turecko     | 2 - 5     | 3 - 14 | 1 - 17      | 1 - 15   | 1 - 12 |         |